# Peter Hermann (attore)
Karl Peter Frederic Albert Gregorsz Hermann, detto Peter (New York, 15 agosto 1967), è un attore e scrittore statunitense, di origini tedesche.

## Biografia
Hermann nasce il 15 agosto 1967 a New York da una famiglia di origini tedesche, trasferendosi in Germania quando aveva due mesi. All'età di 10 anni Hermann lascia la Germania e studiò lingua inglese per fare ritorno negli Stati Uniti, dove nel 1990 si laurea presso la Yale University.

### Vita privata
Il 28 agosto 2004 Hermann si è sposato con l'attrice Mariska Hargitay, da cui ha avuto un figlio, Miklos Friedrich Hermann (nato il 28 giugno 2006). In seguito la coppia ha adottato una bambina nell'aprile del 2011, Amaya Josephine e un bambino nell'ottobre 2011, Andrew Nicolas Hargitay Hermann, nato a metà del 2011.
Parla correttamente cinque lingue: tedesco, inglese, spagnolo, francese e italiano.

## Filmografia parziale

### Cinema
- Swimfan - La piscina della paura (Swimfan), regia di John Polson (2002)
- United 93, regia di Paul Greengrass (2006)
- Fuori controllo (Edge of Darkness), regia di Martin Campbell (2010)
- Rimbalzi d'amore (Just Wright), regia di Sanaa Hamri (2010)
- Quell'idiota di nostro fratello (Our Idiot Brother), regia di Jesse Peretz (2011)
- Di nuovo in gioco (Trouble with the Curve), regia di Robert Lorenz (2012)
- All Is Bright, regia di Phil Morrison (2013)
- Philomena, regia di Stephen Frears (2013)
- Rompicapo a New York (Casse-tête chinois), regia di Cédric Klapisch (2013)
- 13 (13: The Musical), regia di Tamra Davis (2022)
- Goodnight Mommy, regia di Matt Sobel (2022)

### Televisione
- Sentieri (The Guiding Light) – soap opera, 60 episodi (1997-1998)
- Law & Order - I due volti della giustizia (Law & Order) – serie TV, 1 episodio (2000)
- Sex and the City – serie TV, episodio 6x06 (2003)
- Beautiful People – serie TV, 6 episodi (2006)
- Angela's Eyes – serie TV, 4 episodi (2006)
- 30 Rock – serie TV, 1 episodio (2007)
- Cashmere Mafia – serie TV, 7 episodi (2008)
- Fringe – serie TV, 1 episodio (2008)
- Bored to Death - Investigatore per noia (Bored to Death) – serie TV, 1 episodio (2009)
- The Good Wife – serie TV, 1 episodio (2010)
- Law & Order - Unità vittime speciali (Law & Order: Special Victims Unit) – serie TV, 35 episodi (2002-2022)
- Too Big to Fail - Il crollo dei giganti (Too Big to Fail) – film TV, regia di Curtis Hanson (2011)
- A Gifted Man – serie TV, 5 episodi (2011-2012)
- White Collar – serie TV, 1 episodio (2012)
- Blue Bloods – serie TV, 21 episodi (2012-2024)
- Elementary – serie TV, 1 episodio (2013)
- Younger - serie TV, 60 episodi (2015-2021)

## Doppiatori italiani
Nelle versioni in italiano delle opere in cui ha recitato, Peter Hermann è stato doppiato da:
- Alberto Angrisano in Law & Order - Unità vittime speciali (ep. 6x05), Younger
- Massimo Bitossi in Law & Order - Unità vittime speciali (ep. 4x02, 4x06, 4x08, 4x18-4x19, st. 5, ep. 6x11, 6x15, 6x18-19, s.7-8, 11-21, 23)
- Edoardo Nordio in Law & Order - Unità vittime speciali (ep. 3x11, 3x17)
- Saverio Indrio in Law & Order - Unità vittime speciali (ep. 3x22)
- Pierluigi Astore in Law & Order - Unità vittime speciali (ep. 4x13)
- Guido Di Naccio in Law & Order - Unità vittime speciali (ep. 9x18)
- Fabrizio Russotto in Law & Order - Unità vittime speciali (ep. 10x08)
- Francesco Bulckaen in Cashmere Mafia
- Enrico Pallini in United 93
- Vittorio Guerrieri in Fringe
- Luciano Roffi in Fuori controllo
- Sergio Lucchetti in Too Big to Fail - Il crollo dei giganti
- Riccardo Rossi in Philomena
- Mario Cordova in Blue Bloods
- Lorenzo Scattorin in Angela's Eyes
- Massimiliano Plinio in The Good Wife
- Massimiliano Virgilii in White Collar
- Daniele Valenti in Elementary
- Fabrizio Dolce in 13